# XM806

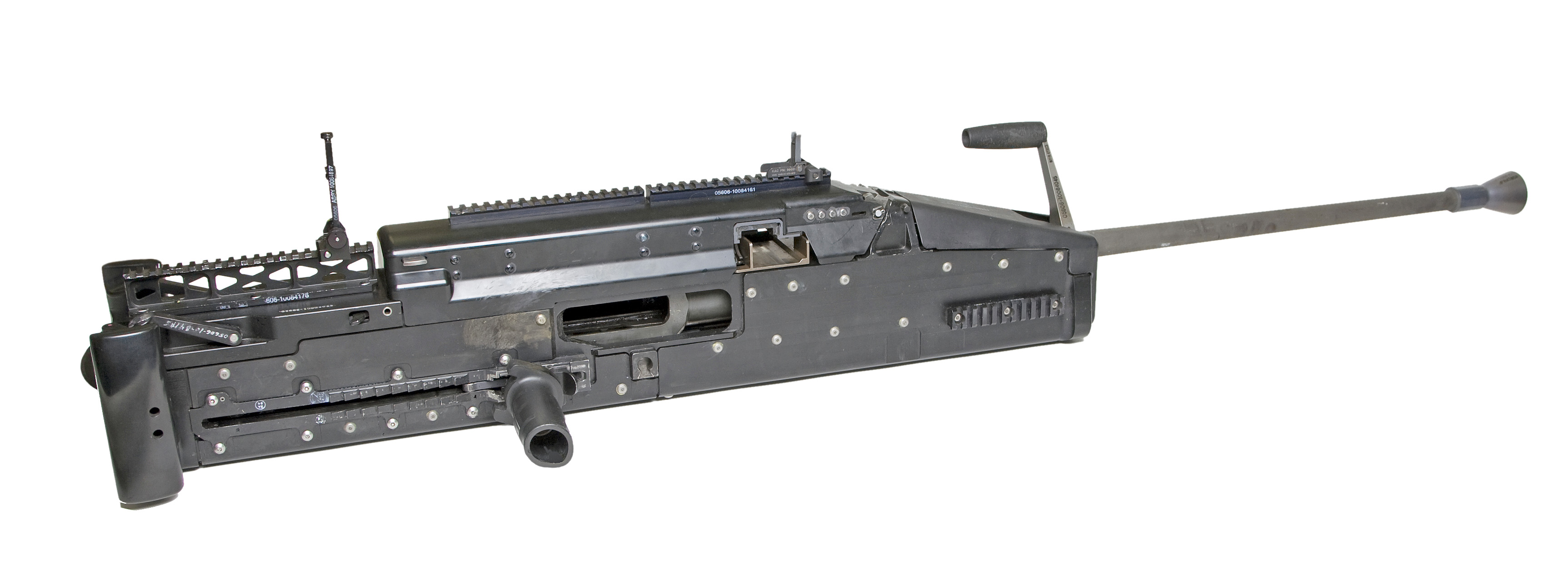
Une mitrailleuse XM806.

La mitrailleuse légère XM806 (LW50MG pour XM806 Mitrailleuse légère de calibre .50) était une mitrailleuse lourde en développement de calibre 12,7 × 99 mm OTAN, alimentée par courroie. Son développement a débuté en 2009 et a été annulé en 2012.

## Conception

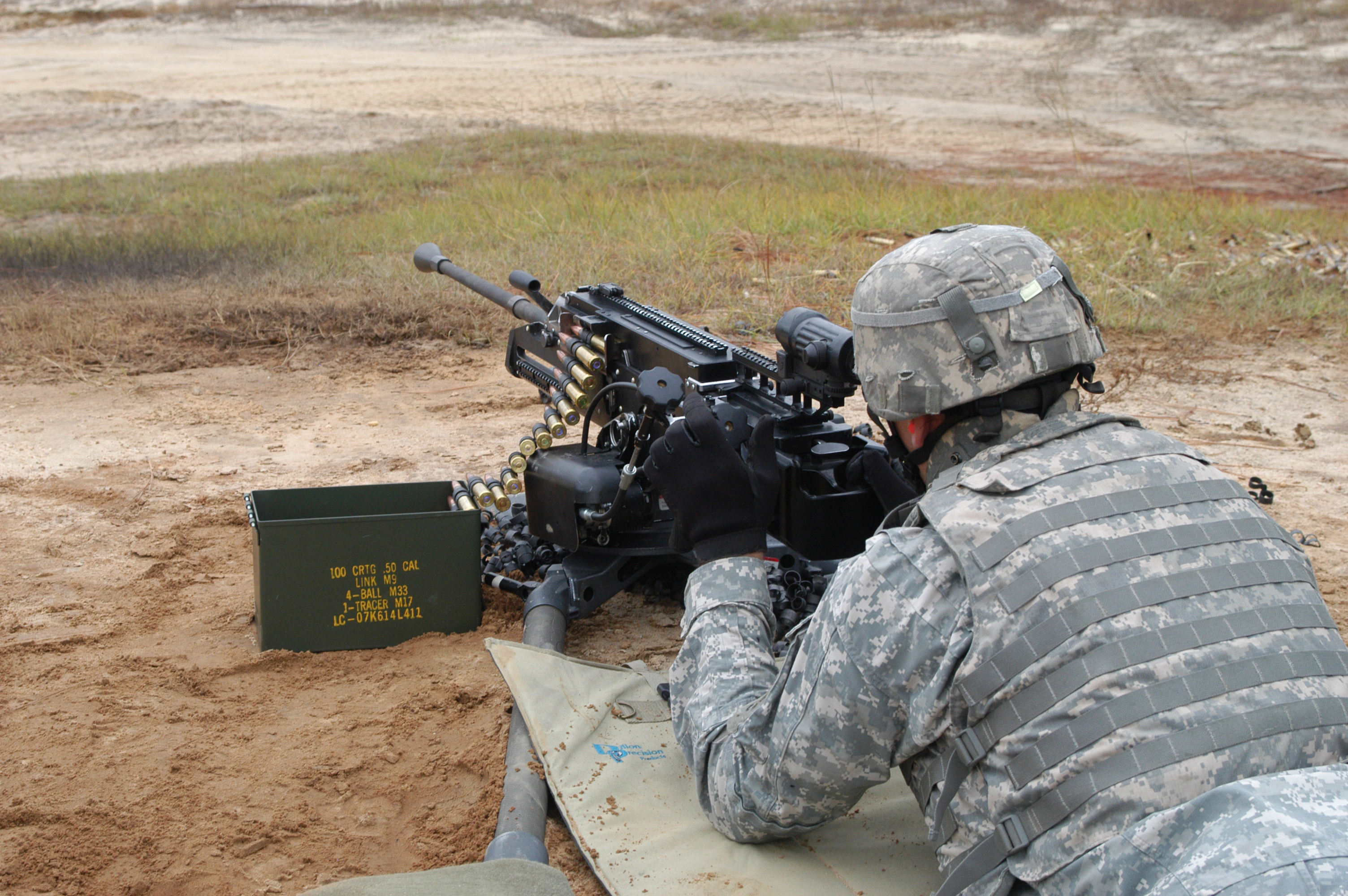
Une XM806.

Un programme de remplacement de la mitrailleuse Browning M2, baptisé « LW50MG » (Lightweight .50 caliber Machine Gun) fut attribué à General Dynamics ATP le 14 mai 2008 qui construit la XM806 pour neuf millions de dollars américains. Ce programme a été abandonné en 2012, l'United States Army se contentant de moderniser le M2. Ce programme est l'héritier d'un autre programme de remplacement du M2, à l'origine des prototypes XM312 (en) (12,7 mm), arrêté en 2004, et du lance-grenades XM307 (25 mm).
La XM806, destinée aux unités légères telles que les divisions aéroportées et de montagne, aurait dû être dotée d'une optique de visée moderne avec, par rapport à la M2 HB, un poids inférieur de moitié (18 kg pour l'arme, 10 kg pour le trépied), un recul inférieur de 60 % et comprendre 131 pièces au total. La XM806 aurait dû toutefois avoir une cadence de tir inférieure avec environ 260 coups par minute. Les premiers exemplaires auraient dû être livrés à l'United States Army en 2012.